# Parc national de Chelmós-Vouraïkós
Le parc national de Chelmós-Vouraïkós (en grec moderne : Εθνικο Παρκο Χελμού - Βουραϊκού) est un parc national de Grèce situé au nord du Péloponnèse. Créé en 2009, il renferme la plus grande concentration d'espèces végétales du Péloponnèse.

## Géographie
L'emprise du parc national englobe différents sous-ensembles naturels : 
- le massif calcaire du Chelmós, dont le sommet principal culmine à 2 355 m d'altitude, est le troisième plus haut relief du Péloponnèse après le mont Cyllène et le Taletón dans le massif du Taygète.
- les gorges du Vouraïkós (en), qui s'étendent sur environ 20 km de Diakoptó au nord à Kalávryta au sud, présentent une grande richesse floristique.
- la cascade de Styx, située à 2 100 m d'altitude sur le flanc oriental du Chelmós, forme l'une des sources du fleuve Krathís (en) qui façonne un paysage de ravins avant de se jeter dans le golfe de Corinthe.
- un ensemble de cavités, dont la principale est la grotte de Kastriá (ou « grotte des lacs (en) ») abritant 13 lacs souterrains[2], offre un habitat remarquable pour les chauves-souris et certains invertébrés.
- le lac de Tsivlós, situé à 700 m d'altitude et formé en 1913 à la suite d'un éboulement de terrain, le lac artificiel Dóxa créé en 1998, ainsi que le petit lac alpin de Mavrolímni à 2 050 m d'altitude[2], constituent des zones humides de montagne rares dans le sud de la Grèce continentale.
- la forêt de Kalávryta, à l'ouest du parc national, constitue l'une des trois réserves naturelles de la zone (avec les gorges du Vouraïkós et les hauts sommets du Chelmós).

Administrativement, la zone du parc national s'étire sur deux périphéries, celle de Grèce-Occidentale à l'ouest (district régional d'Achaïe) et celle du Péloponnèse plus à l'est (district régional de Corinthie).

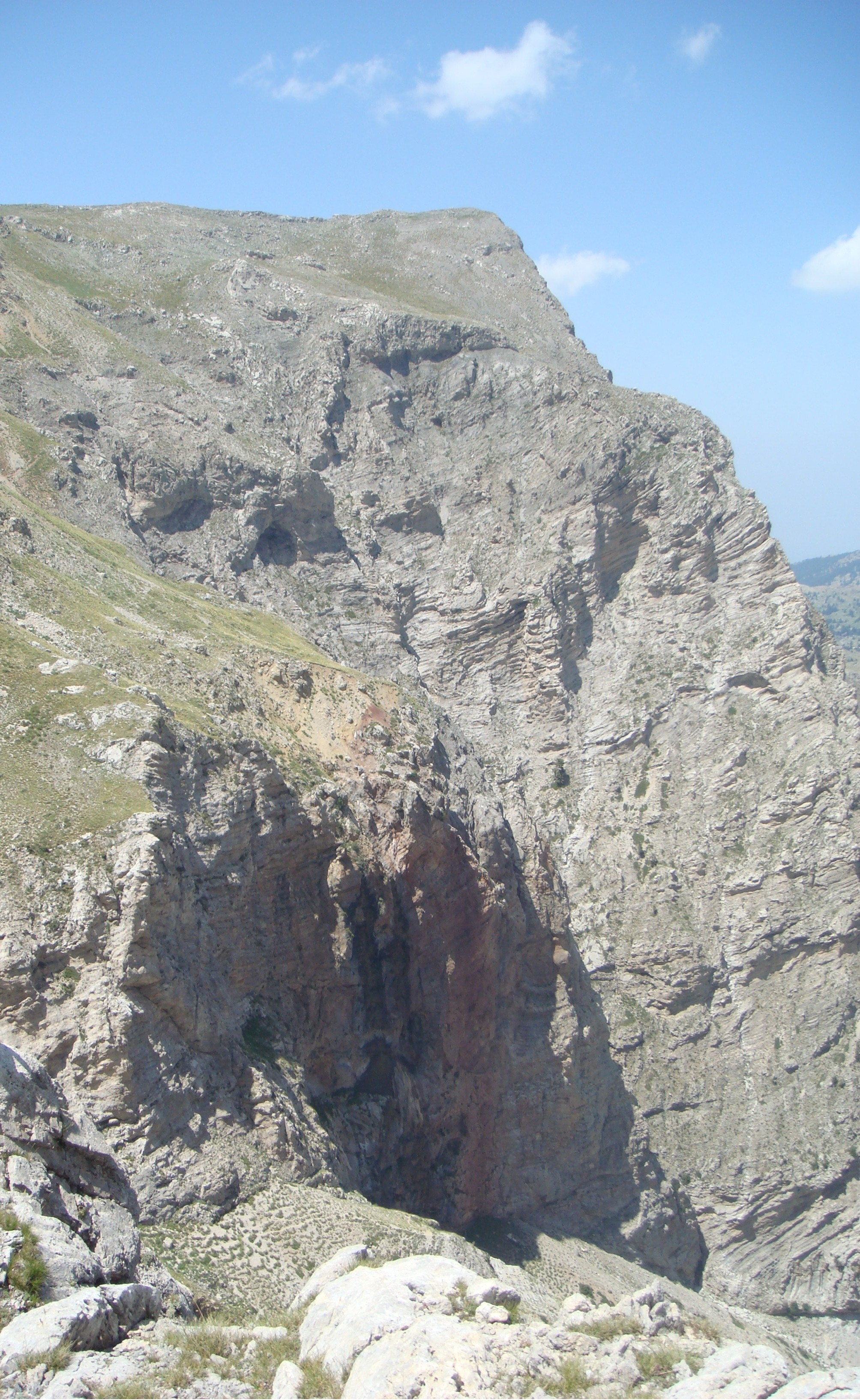
Cascade de Styx.
Panorama des gorges du Vouraïkós.
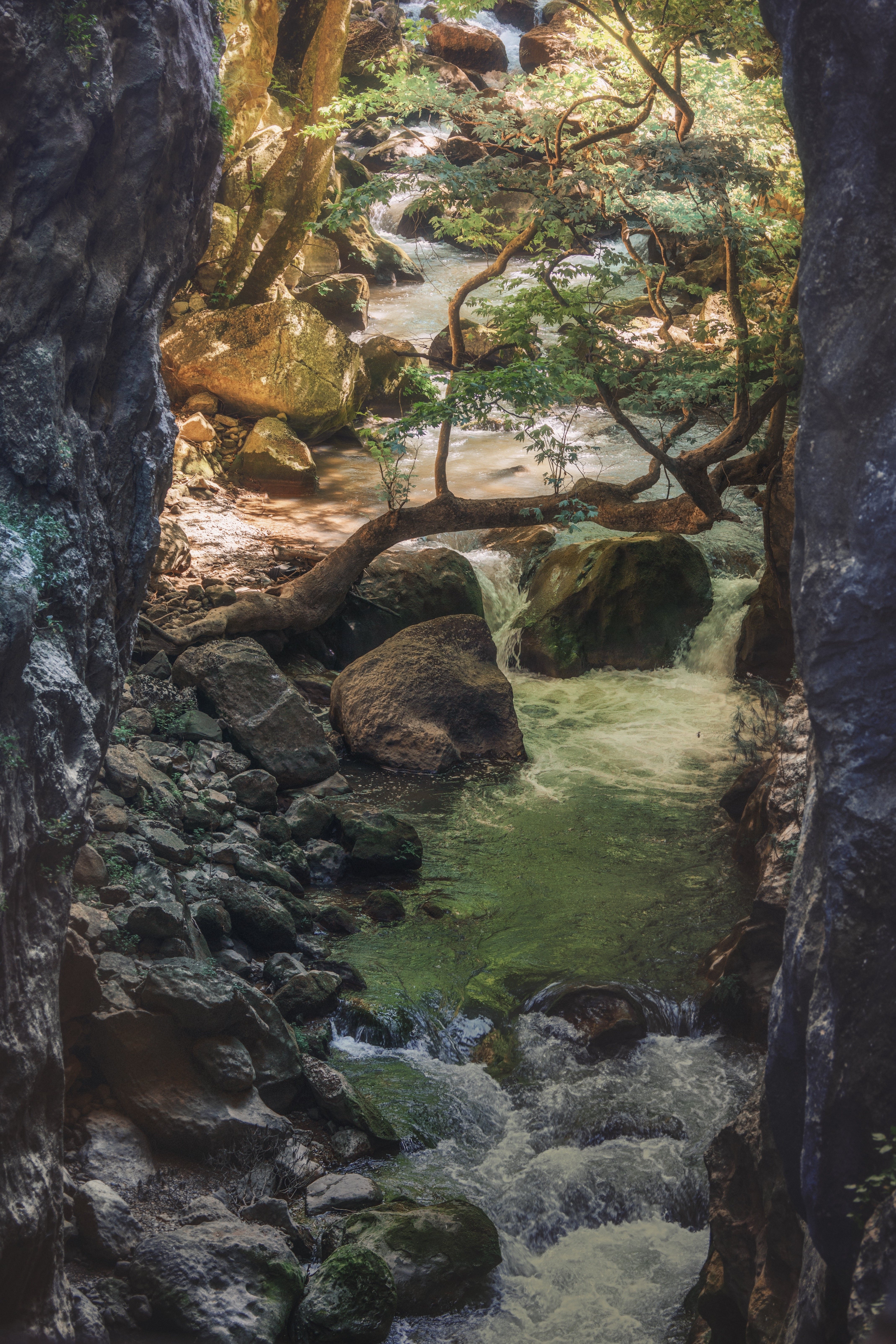
Fleuve Vouraïkós.
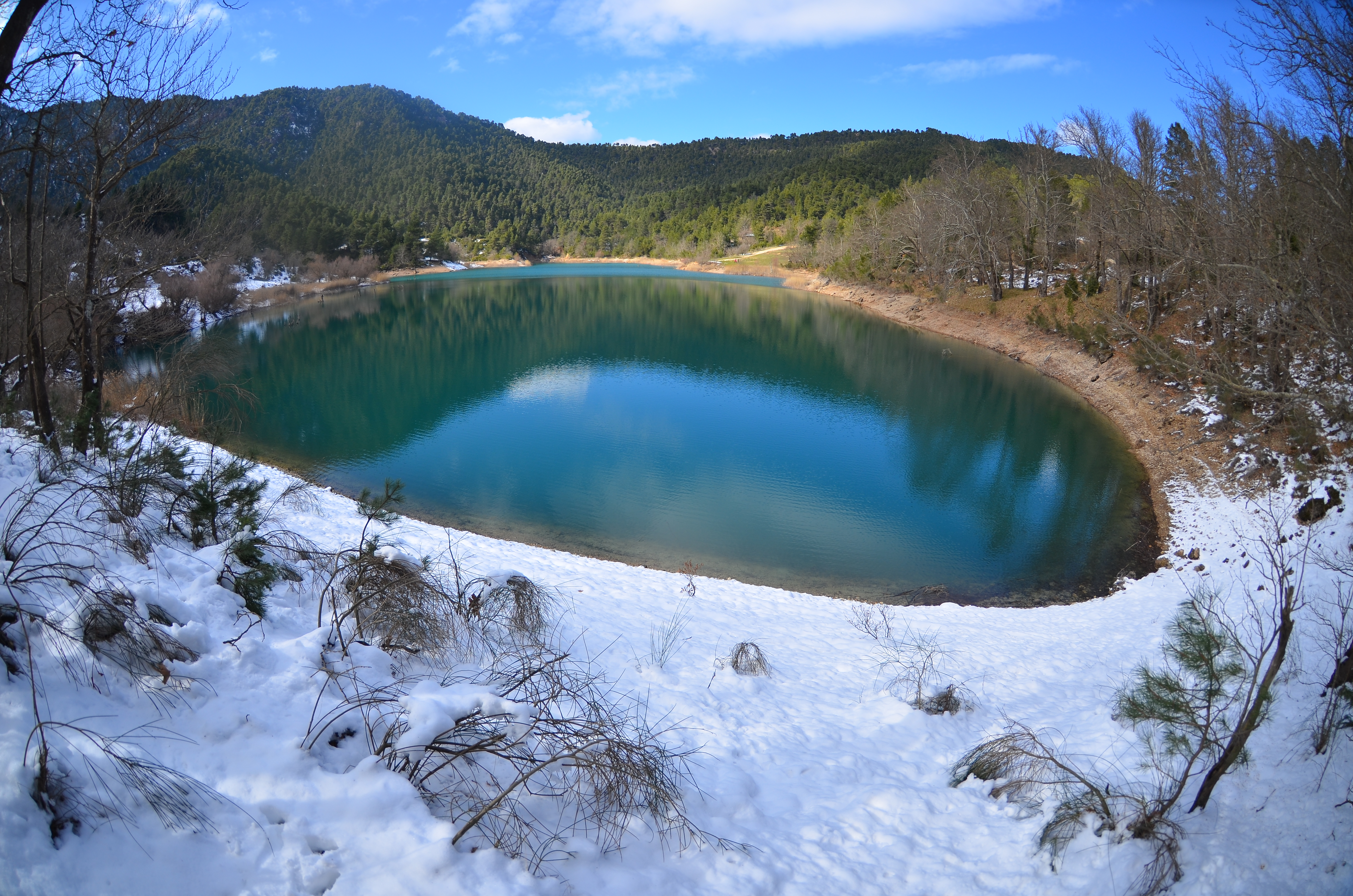
Lac de Tsivlós.

## Protection
Le parc est confié à l'Organisme de gestion de Chelmós-Vouraïkós (Φορέας Διαχείρισης Χελμού-Βουραϊκού), entité à statut privé située à Kalávryta.
Plusieurs espaces du parc sont inclus sur la liste des zones de protection spéciale (ZPS) pour les oiseaux et sur la liste des zones spéciales de conservation (ZSC) des habitats naturels du réseau Natura 2000. Deux zones de parc figurent également à l'inventaire des zones importantes pour la conservation des oiseaux de l'ONG Birdlife International.
En 2009, le géoparc de Chelmós-Vouraïkós a rejoint la liste des géoparcs mondiaux de l'Unesco. Ce vaste ensemble de 647 km2 est du ressort de l'Organisme de gestion de Chelmós-Vouraïkós, bien que les limites administratives du géoparc diffèrent quelque peu de l'emprise du parc national.

## Faune

### Oiseaux
149 espèces d'oiseaux ont été recensés dans la zone du parc national, dont 114 sont protégées par inscription à l'annexe II de la Convention de Berne sur la conservation de la vie sauvage et du milieu naturel de l'Europe. Les espèces les plus notables sont le Faucon lanier (Falco biarmicus), le Faucon crécerellette (Falco naumanni), le Hibou grand-duc (Bubo bubo), le Pic à dos blanc (Dendrocops leucotos), l'Aigle royal (Aquila chrysaetos), le Circaète Jean-le-Blanc (Circaetus gallicus), la Sittelle de Neumayer (Sitta neumayer), le Bruant fou (Emberiza cia), la Pie-grièche écorcheur (Lanius collurio) et la Perdrix bartavelle (Alectoris graeca). Cette dernière est une espèce quasi menacée inscrite sur la liste rouge de l'UICN, de même que le Pipit farlouse (Anthus pratensis) et le Faucon kobez (Falco vespertinus), tandis que la Tourterelle des bois (Streptopelia turtur) est répertoriée comme vulnérable.

### Mammifères
Parmi les mammifères, on retrouve notamment au sein du parc l'une des principales populations de Chacal doré (Canis aureus ssp. moreotica) du pays. La Loutre d'Europe (Lutra lutra) et le Rhinolophe euryale (Rhinolophus euryale) sont deux espèces quasi menacées, tandis que le Minioptère de Schreibers (Miniopterus schreibersii), le Rhinolophe de Mehely (Rhinolophus mehelyi) et le Murin de Capaccini (Myotis capaccinii) sont des chauves-souris définies comme menacées par l'UICN.

### Poissons
Selon l'inventaire ichtyologique de l'organisme de gestion du parc, 8 espèces de poissons d'eau douce ont été observées. Trois espèces présentes dans le parc sont considérées comme menacées à l'échelle mondiale par l'UICN, dont le Méné du Stymphale (Squalius moreoticus) et l'Anguille d'Europe (Anguilla anguilla). Le Barbillon du Péloponnèse (Barbus peloponnesius (en)) est lui endémique de la Grèce occidentale et du sud de l'Albanie.

### Invertébrés
36 espèces d'invertébrés ont été documentées à ce jour dans le parc national, dont une vingtaine est endémique de la Grèce. Parmi les coléoptères, on retrouve notamment le Capricorne du chêne (Cerambyx cerdo), Morimus funereus et le Lucane cerf-volant (Lucanus cervus), les deux premières étant définies comme menacée par l'IUCN tandis que la troisième est quasi menacée. Chez les papillons, l'Apollon (Parnassius apollo) est menacé et l’Azuré du serpolet (Phengaris arion) quasi menacé. On trouve également deux espèces endémiques et menacées de gastéropodes (Codringtonia eucineta (en) et Codringtonia intusplicata (en)).

### Amphibiens et reptiles
Le parc comprend 6 espèces d'amphibiens, dont la Grenouille verte des Balkans (Pelophylax kurtmuelleri), endémique de la Grèce et de l'Albanie.

24 espèces de reptiles complètent l'inventaire faunistique. Parmi les sauriens, Algyroides moreoticus, Hellenolacerta graeca et Podarcis peloponnesiacus sont endémiques du Péloponnèse, l'Orvet grec (Anguis graeca) est endémique de la Grèce, de l'Albanie et de la Macédoine du Nord, tandis que Ophiomorus punctatissimus ne se rencontre que dans le Péloponnèse, l'île de Cythère et le sud-ouest de la Turquie. Chez les tortues, la Tortue bordée (Testudo marginata) est endémique de la Grèce et de l'Albanie. La Cistude (Emys orbicularis) et la Tortue d'Hermann (Testudo hermanni) figurent sur la liste des espèces quasi menacées établie par l'UICN, tout comme la Couleuvre à quatre raies (Elaphe quatuorlineata) parmi les serpents.

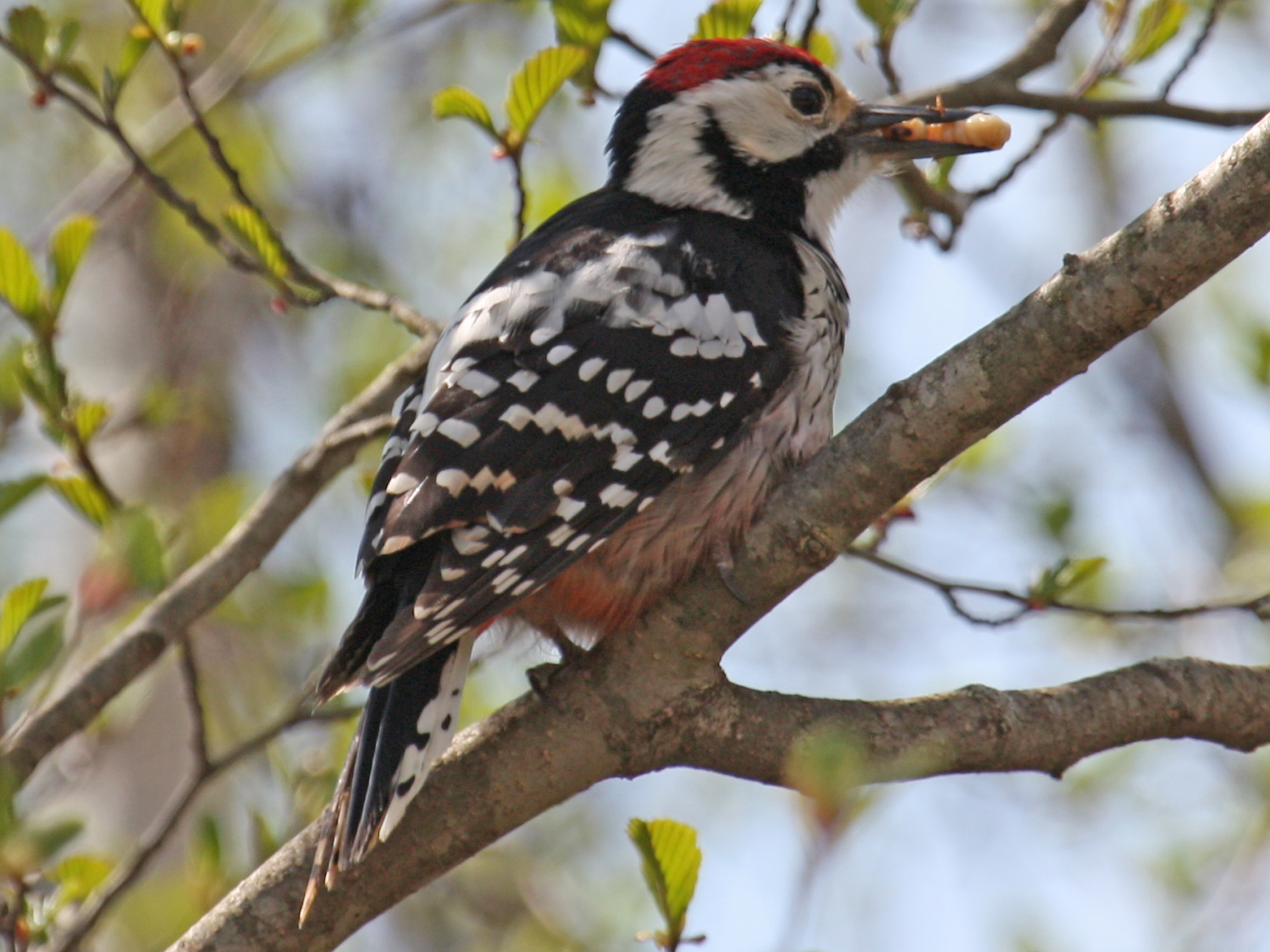
Pic à dos blanc.
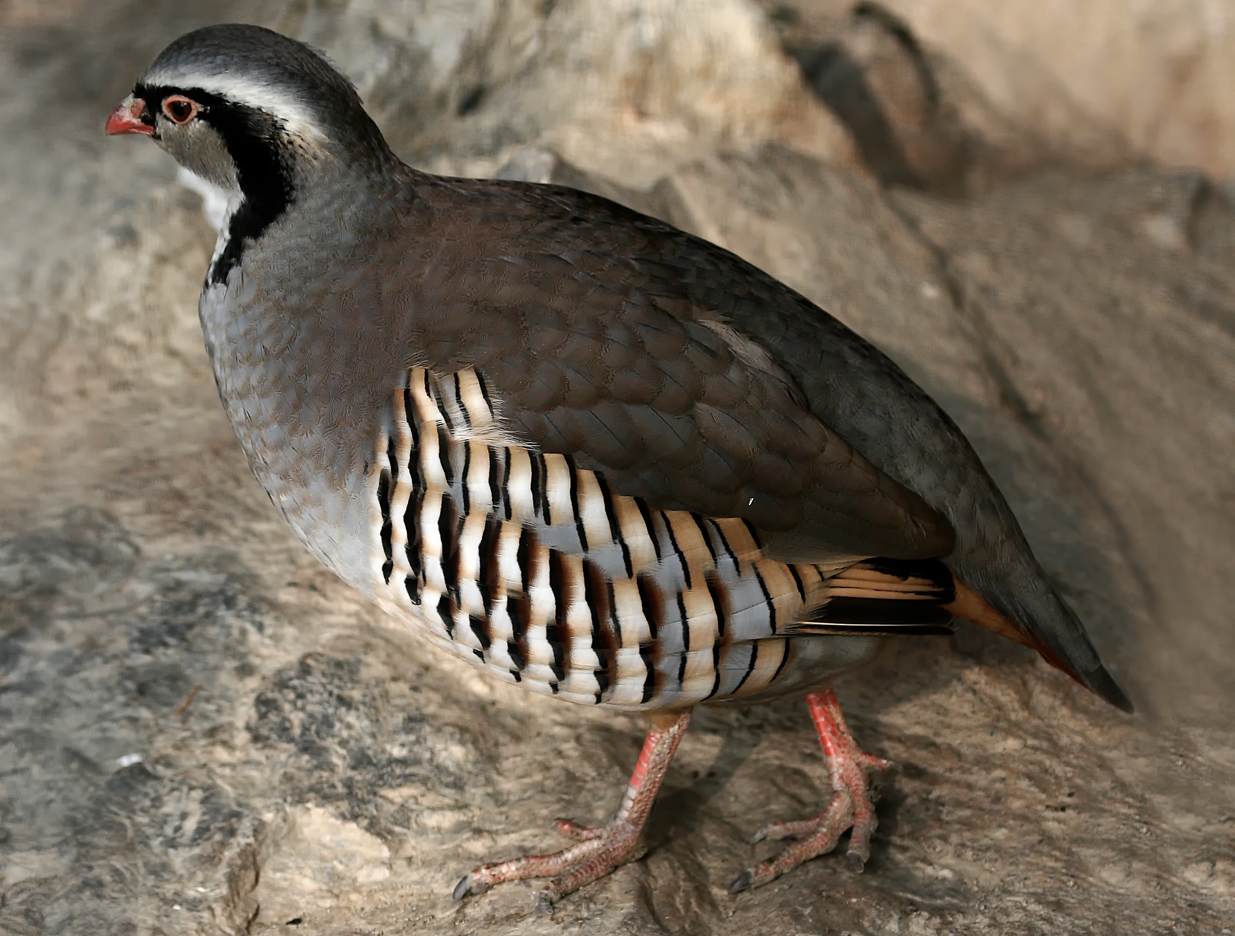
Perdrix bartavelle.
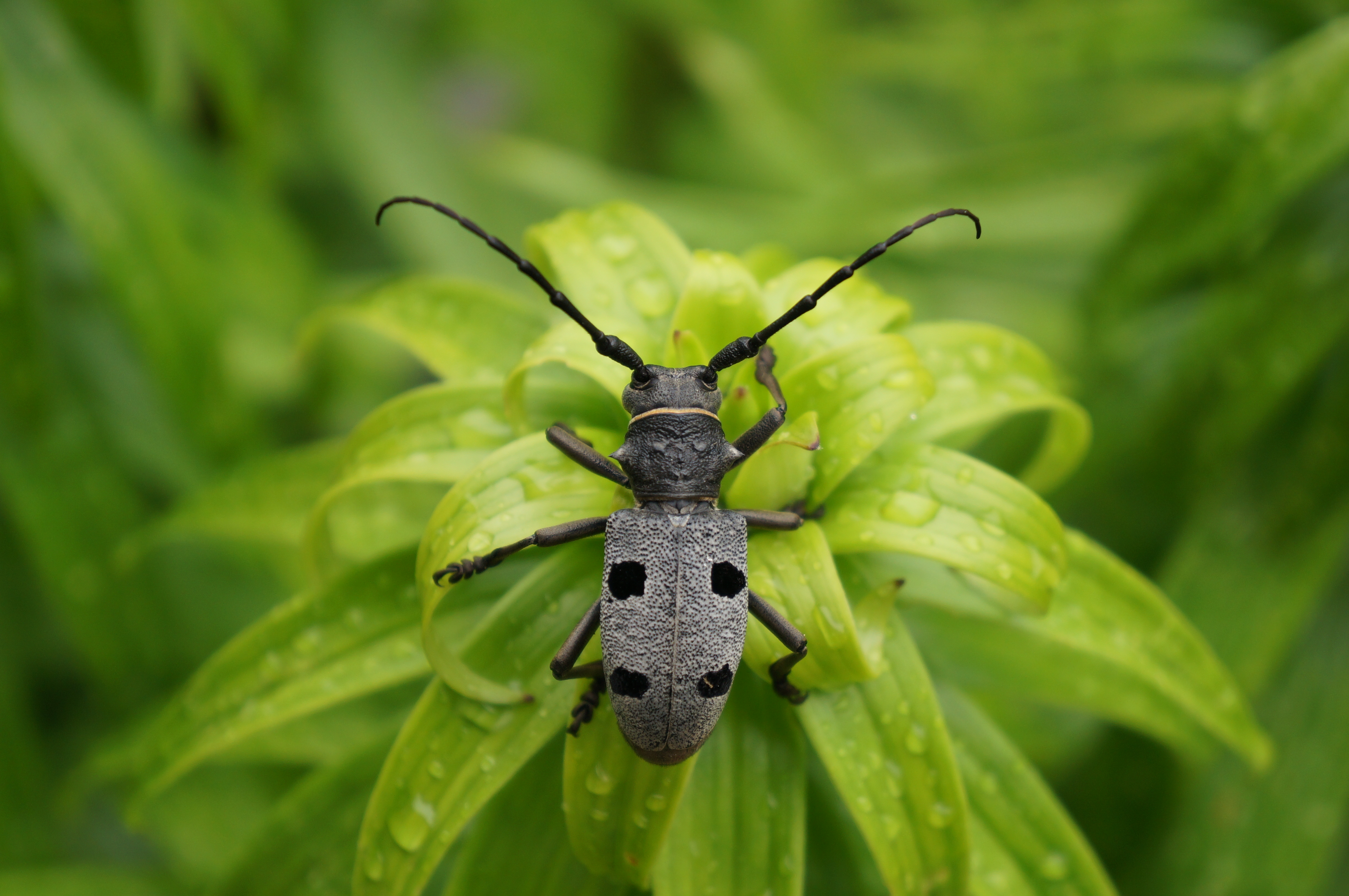
Morimus funereus.
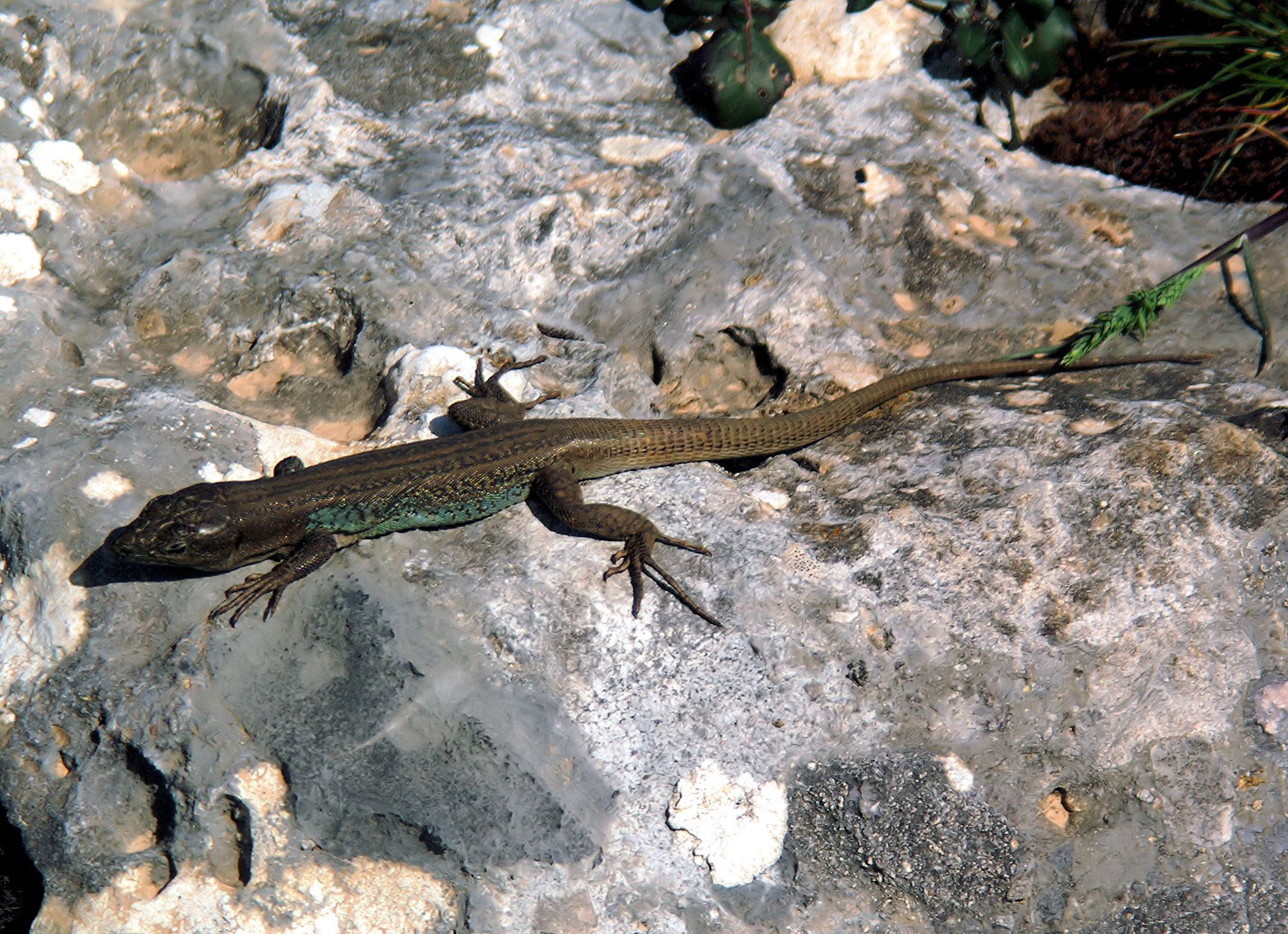
Podarcis peloponnesiacus.
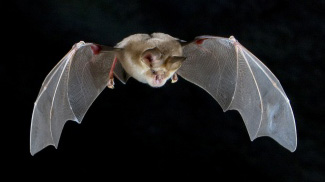
Rhinolophe de Mehely en vol.

## Flore

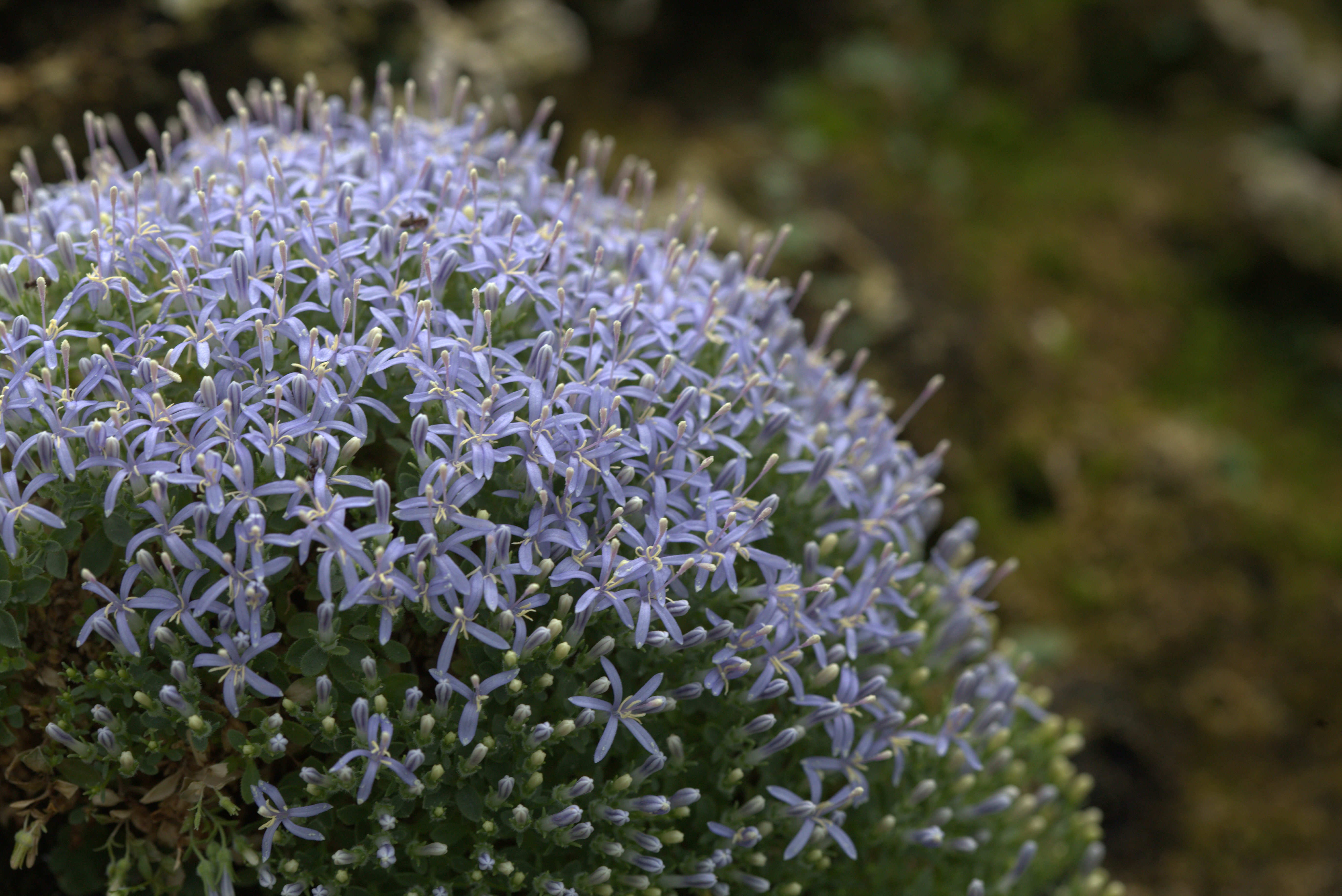
Campanula asperuloides.

Le parc national de Chelmós-Vouraïkós présente une richesse floristique importante avec 136 espèces endémiques de la Grèce, dont 33 sont endémiques du Péloponnèse et 6 ne sont observables que dans les limites du parc. Parmi les espèces rares et endémiques particulièrement notables, on retrouve,, : 
- Alchemilla aroanica, une espèce d'alchémilles endémique des terrains humides des gorges du Krathís[14] ;
- Allium brussalisii, observable dans les gorges du Vouraïkós et endémique de plusieurs massifs du sud de la Grèce ;
- Aurinia moreana, une espèce de brassicacées endémique du nord du Péloponnèse ;
- Campanula aizoides (de), une espèce de campanules endémique du Chelmós et des Montagnes blanches en Crète ;
- Campanula asperuloides, une autre campanule endémique du Péloponnèse et observable dans les gorges du Krathís ;
- Centaurea athoa ssp. chelmea, une sous-espèce de centaurées recensée sur les pentes sud du massif du Chelmós[15] ;
- Cicer graecum, une espèce menacée[16] endémique des pentes septentrionales du massif du Chelmós et du mont Cyllène[17] ;
- Corydalis blanda ssp. oxelmannii, une sous-espèce endémique du Chelmós ;
- Dianthus mercurii, une espèce d'œillets endémique du nord du Péloponnèse ;
- Globularia stygia, une espèce de globulaires menacée[18] endémique du massif du Chelmós, du mont Cyllène et du massif du Taygète ;
- Gymnospermium peloponnesiacum, une espèce endémique du Péloponnèse ;
- Iris hellenica (en), une espèce d'iris endémique du nord du Péloponnèse[19] ;
- Lonicera alpigena ssp. hellenica, une sous-espèce de chèvrefeuille des Alpes uniquement observable dans les gorges du Krathís ;
- Polygala subuniflora, une espèce particulièrement rare qui ne pousse que dans la partie supérieure des gorges du Krathís et autour de la cascade de Styx ;
- Silene conglomeratica, une espèce endémique des gorges du Vouraïkós ;
- Solenanthus stamineus et Arnebia densiflora, deux espèces principalement asiatiques présentes en Europe dans le massif du Chelmós et sur le mont Gióna ;
- Teucrium aroanium, une espèce de germandrées endémique des massifs du Chelmós et du Taygète ;
- Valeriana crinii ssp. crinii, une sous-espèce de valériane endémique des pentes septentrionales du massif du Chelmós.